# Eine Hochzeit und andere Hindernisse
Eine Hochzeit und andere Hindernisse ist eine französische Filmkomödie von Danièle Thompson aus dem Jahr 2013.

## Handlung
Die junge Noga studiert Violoncello am Royal College of Music in London. Ihre Eltern, der streng nach dem jüdischen Glauben lebende Violinist Zef und seine Frau Irène, leben in New York City und sind als Musiker oft auf Tournee. Weil Zef mit seinem in Paris lebenden Bruder Roni, der mit Diamanten zu Reichtum gekommen ist und seinen Glauben nicht lebt, nur schwer zurechtkommt, kann er Arbeit vorgeben, um nicht mit nach Europa zur Hochzeit von Ronis Tochter Melita reisen zu müssen. Noga stellt sich darauf ein, ihre Familie nur mit Irène bei der Hochzeit ihrer Cousine zu vertreten, die sie sehr mag. Es kommt alles anders: Als sie ein Pastrami-Sandwich holt, wird Irène von einem Auto überfahren und stirbt. Die Beisetzung auf dem Friedhof Montparnasse wird auf den Tag vor Melitas Hochzeit gelegt und Zef ist nun zwangsläufig bei der Hochzeit dabei. Die in Tränen aufgelöste Noga lernt während der Zugfahrt nach Paris einen jungen Mann kennen, der sie tröstet; sie hilft ihm beim Verfassen eines Liebesbriefes und küsst ihn am Ende. Ihre Wege trennen sich am Bahnhof.
Die Beisetzung Irènes kann nicht stattfinden, da der amerikanische Sarg für die Pariser Sarggrube zu groß ist. Weil der Schabbat beginnt, wird die Beerdigung auf den nächsten Montag und damit einige Tage nach der Hochzeit verlegt. Die Hochzeit findet statt, von der sich Zef und Noga jedoch fernhalten. Beide trauern in der Zwischenzeit am Sarg von Irène, die in Ronis Haus aufgebahrt wurde. Nur zufällig erkennt Noga, dass es sich bei Melitas Mann Sam um den Fremden aus dem Zug handelt. Da sie Melita bereits von der Bekanntschaft und dem Kuss erzählt hat, behält sie ihre Entdeckung für sich und geht Sam aus dem Weg.
Ein Jahr später liegen Roni, seine Frau Giovanna und Melita gerade mit ihrer Yacht in Saint-Tropez vor Anker, wo sie auf Sam warten. Der hat vom Jet-Set-Leben schon lange genug und gibt vor, noch in Berlin zu sein, obwohl er bereits in der Stadt angekommen ist. Auf seinem Streifzug durch die Gassen sieht er plötzlich Noga wieder, die mit ihrem Vater und dem jungen Musiker Daniel ein Konzert gibt. Sie gibt vergeblich vor, ihn nicht zu erkennen; beide gehen später durch die Stadt, küssen sich und verbringen die Nacht gemeinsam am Strand. Mehrfach versucht Noga, Sam die Wahrheit zu sagen, kommt aber nicht dazu. Am nächsten Morgen treffen beide schließlich im Hotel aufeinander und Melita macht sie „miteinander bekannt“. Sam ist schockiert, während Noga ihn endgültig aufgibt; sie hat von Melita erfahren, dass sie ein Kind von Sam erwartet.
Im Herbst hat Noga ein Engagement bei der Philharmonie in Salzburg angenommen und sich mit Daniel verlobt. Zef wiederum lernt am Krankenbett seines Vaters Aron die Sophrologin Clarisse Dorval kennen, die Irène sehr ähnlich sieht und ihn fasziniert. Im April des Folgejahres treffen alle Familienmitglieder anlässlich des Geburtstages des greisen Familienoberhaupts Aron im Restaurant Maxim’s zusammen. Die beiden immer wieder streitenden Brüder Zef und Roni versöhnen sich, während Melita und Sam sich schon vor dem Restaurantbesuch so gestritten haben, dass nur Melita zur Feier geht. Noga ist hin- und hergerissen, will Zef doch unbedingt ihre bevorstehende Heirat mit Daniel bekanntgeben und – noch von allen unerwartet – seine Heiratsabsichten mit Clarisse. Noga trifft beim Luftschnappen vor dem Maxim’s auf Sam; nach einer Aussprache küssen sich beide. Angesichts einer Liebeserklärung von Zef an Clarisse verschluckt sich unterdessen Giovanna so sehr, dass ein Krankenwagen gerufen wird. Als die Feiergesellschaft vor dem Maxim’s wartet, sehen alle Anwesenden Noga und Sam beim Kuss. Während Daniel empört geht, erkennt Melita, was all die Zeit mit Sam und Noga los war, und verzeiht Noga.
Einige Monate später schieben Zef, Roni und Aron drei Kinderwagen: das Kind von Melita und Sam, das Kind vom neuen Ehepaar Noga und Sam sowie das Kind aus der Ehe von Zef und Clarisse.

## Produktion

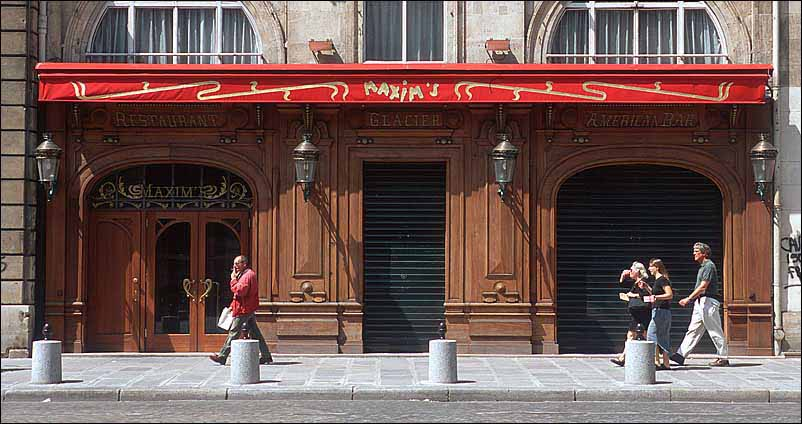
Das Restaurant Maxim’s, ein Drehort des Films

Eine Hochzeit und andere Hindernisse war der fünfte Film, bei dem Danièle Thompson Regie führte. Das Drehbuch verfasste sie dabei gemeinsam mit ihrem Sohn Christopher Thompson. Der Film wurde mit einem Budget von rund 14,5 Millionen Euro in New York, Saint-Tropez, London und vor allem Paris gedreht. Zu sehen sind unter anderem der Gare du Nord, der Place de la Concorde sowie das Restaurant Maxim’s. Die Kostüme schuf Catherine Leterrier, die Filmbauten stammen von Michèle Abbé-Vannier. Kad Merad singt im Film die Frank-Sinatra-Lieder My Way und Love and Marriage. Die Schauspielerinnen Clotilde Courau, Sylvie Vartan, Géraldine Pailhas und Karin Viard, Produzentenwitwe Mélita Toscan du Plantier, Regisseur Éric Lartigau sowie Schauspieler Vincent Darré haben einen Cameo-Auftritt im Film. Sie sind in Filmaufnahmen von einer Abendveranstaltung von Ronis Unternehmen in Cannes zu sehen.
Der Film wurde erstmals im Januar 2013 im Rahmen des Rendez-vous du Cinéma Français à Paris gezeigt. Er lief am 10. April 2013 in den französischen Kinos an, wo er von rund 143.000 Zuschauern gesehen wurde. In Deutschland erschien der Film am 3. April 2014 direkt auf DVD.

## Synchronisation
| Rolle                             | Darsteller       | Synchronsprecher   |
| --------------------------------- | ---------------- | ------------------ |
| Zef Melkowich                     | Éric Elmosnino   | Asad Schwarz       |
| Noga Melkowich                    | Lou de Laâge     | Kathrin Neusser    |
| Roni Melkowich                    | Kad Merad        | Michael Lott       |
| Melita Melkowich                  | Clara Ponsot     | Annina Braunmiller |
| Sam                               | Max Boublil      | Tim Knauer         |
| Giovanna                          | Monica Bellucci  | Christin Marquitan |
| Aron Melkowich                    | Ivry Gitlis      | Peter Groeger      |
| Clarisse Dorval / Irène Melkowich | Valérie Bonneton | Antje von der Ahe  |
| Monsieur Delbar                   | Christian Hecq   | Matthias Klages    |
| Taxifahrer                        | Arnaud Maillard  | Michael Bauer      |

## Kritik
Von der französischen Presse wurde der Film verrissen. Télérama befand, dass der Film so schwer und protzig wie eine 15-Meter-Yacht sei. Für Le Parisien war der Film leidenschaftslos („sans passion“); Zuschauer, die die Vorgängerfilme der Regisseurin gesehen hätten, würden von diesem Film enttäuscht („déçu et attristé“) sein, befand Le Parisien, so fehle ihm Originalität und echter Humor.
Für Eric Libiot von L’Express war es bereits im April 2013 der schlechteste Film des Jahres („le plus mauvais film de l’année“), so müsse man schon „sehr früh aufstehen, um es noch schlechter zu machen“. Danièle Thompson bezeichnete Libiots Rezension öffentlich als „einen Haufen Erbrochenes“, der das ganze Filmteam bespritze.